# Berthold Zehnder
Berthold Zehnder (* 14. Juli 1928 in Villingen; † 14. Juli 1986) war ein deutscher Landtagsabgeordneter der FDP/DVP in Baden-Württemberg.

## Leben
Berthold Zehnder wurde am 14. Juli 1928 in Villingen geboren. Er absolvierte von 1944 bis 1945 seinen Kriegsdienst und erwarb 1948 das Abitur am Realgymnasium in Villingen. Anschließend studierte er Landwirtschaft in Stuttgart-Hohenheim. Nach der Diplom-Prüfung 1953 arbeitete er in der Verwaltung und der Industrie und machte sich 1956 selbstständig. Er hatte eine Firma für LKW, Bau- und Landmaschinen mit Reparaturwerkstätten.

### Politische Karriere
Seit 1960 war er Kreisvorsitzender der FDP/DVP. Außerdem war er Mitglied des Aufsichtsrats der Spar- und Kreditbank Donaueschingen-Villingen. 1964 wurde er in den Landtag gewählt.